# Milton George Henschel

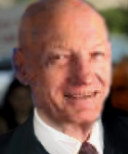

Milton George Henschel (* 9. August 1920 in Covington, Kentucky; † 22. März 2003) war von 1992 bis 2000 Präsident der Watchtower Bible and Tract Society, der wichtigsten eingetragenen Körperschaft, derer sich die Religionsgemeinschaft der Zeugen Jehovas bedient.
Schon 1933 hatte er sich in die Dienste der Watchtower Bible and Tract Society gestellt. Von 1939 bis 1977 war er enger Mitarbeiter von Nathan Homer Knorr, der von 1942 bis zu seinem Tod Präsident der Watchtower Bible and Tract Society war. Henschel war Mitglied der sogenannten „Leitenden Körperschaft“, des religiösen Leitungs- und Entscheidungsgremiums der Religionsgemeinschaft, von 1970 bis zu seinem Tod. 2000 kam es unter Henschel zur Entflechtung zwischen der Leitenden Körperschaft der Zeugen Jehovas, der Henschel weiter angehörte, und dem Vorstand der Wachtturm-Gesellschaft, deren Präsidentschaft Henschel damals niederlegte. Sein Nachfolger als Präsident wurde Don Alden Adams (16. Januar 1925 in Oak Park, Illinois – 30. Dezember 2019).
1956 heiratete Henschel Lucille Bennett. Ein Nachruf auf ihn erschien im Wachtturm vom 15. August 2003 auf Seite 31.